# United Hatzalah

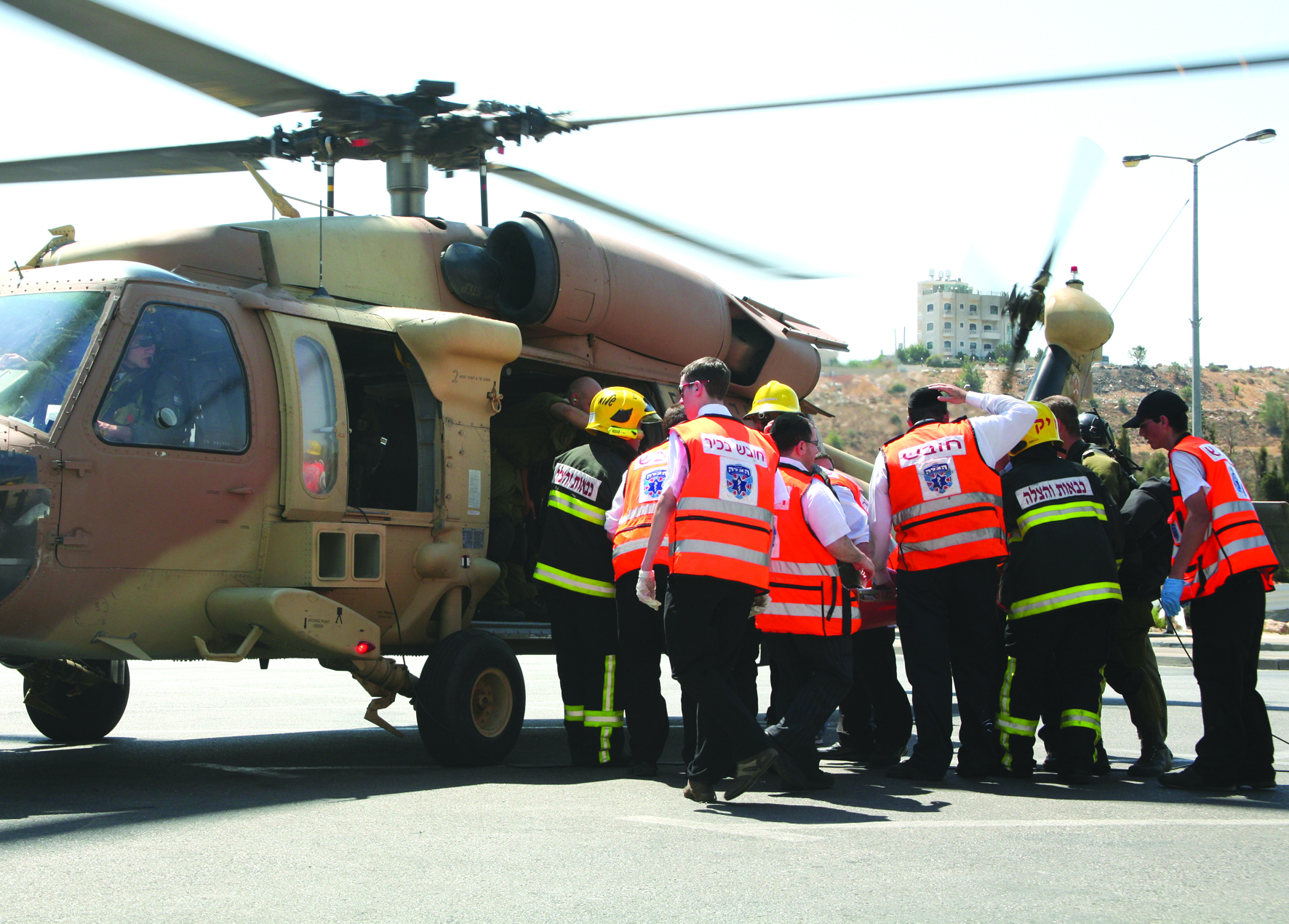
Helicóptero de resgate.

United Hatzalah (Resgate unido) (em hebraico: איחוד הצלה) é um serviço médico de emergência voluntário (SEM) com sede em Jerusalém. É uma das muitas organizações Hatzalah que existem em várias partes do mundo. Fundada no ano de 2006, é a maior organização de emergências sem fins lucrativos independente e voluntária que tem seu âmbito de atuação no estado de Israel, com mais de 2,500 técnicos de emergências médicas (TEM), paramédicos e médicos dispersos por todo o país.

## Centro de Comando
Desde seu Centro de Comando, United Hatzalah utiliza uma tecnologia avançada baseada no sistema de telefonia GPS para identificar voluntários mais próximos e mais qualificados, que estejam próximos de uma emergência e as rotas dos voluntários, tudo isso através de um aplicativo para dispositivos móveis. Os quadros de voluntários civis treinados em todo Israel criam uma rede de socorristas, cada um deles está equipado com motocicletas medicalizadas (telefonemas ambuciclos) capazes de chegar até onde estão as vítimas em poucos minutos. A organização financia-se exclusivamente através de donativos e da ajuda beneficente.

## Contato
Dentro de Israel, pode-se contatar com United Hatzalah através de um número direto de emergência, o 1221, de todos modos,
a maior parte da informação se recebe diretamente dos serviços nacionais de ambulâncias. United Hatzalah por sua vez alerta e coordena-se com as ambulâncias locais, os serviços de busca e resgate, as equipes de bombeiros e a polícia quando necessário.

## Missão
A missão da United Hatzalah é proporcionar assistência médica para salvar vidas durante o período crítico entre o início de uma emergência e a chegada da ambulância. Seus serviços são gratuitos sem importar a raça, a religião, ou a origem étnica do paciente. United Hatzalah tem sido assinalado como uma organização fixa para a segurança nacional por parte das Forças de Defesa de Israel (FDI). Seu centro de comando funciona 24 horas por dia, 7 dias por semana, e 365 dias ao ano. Seu objetivo final é reduzir o tempo de resposta de uma média nacional prévia de 20 minutos até os 90 segundos, já que esta é uma margem de tempo crítica para salvar uma vida.